# Javor (okres Klatovy)
Obec Javor (německy Jawor) se nachází v okrese Klatovy, kraj Plzeňský. Žije zde 82 obyvatel.

## Historie
První písemná zmínka o obci pochází z roku 1379.

## Části obce
- Javor
- Loučany

## Galerie

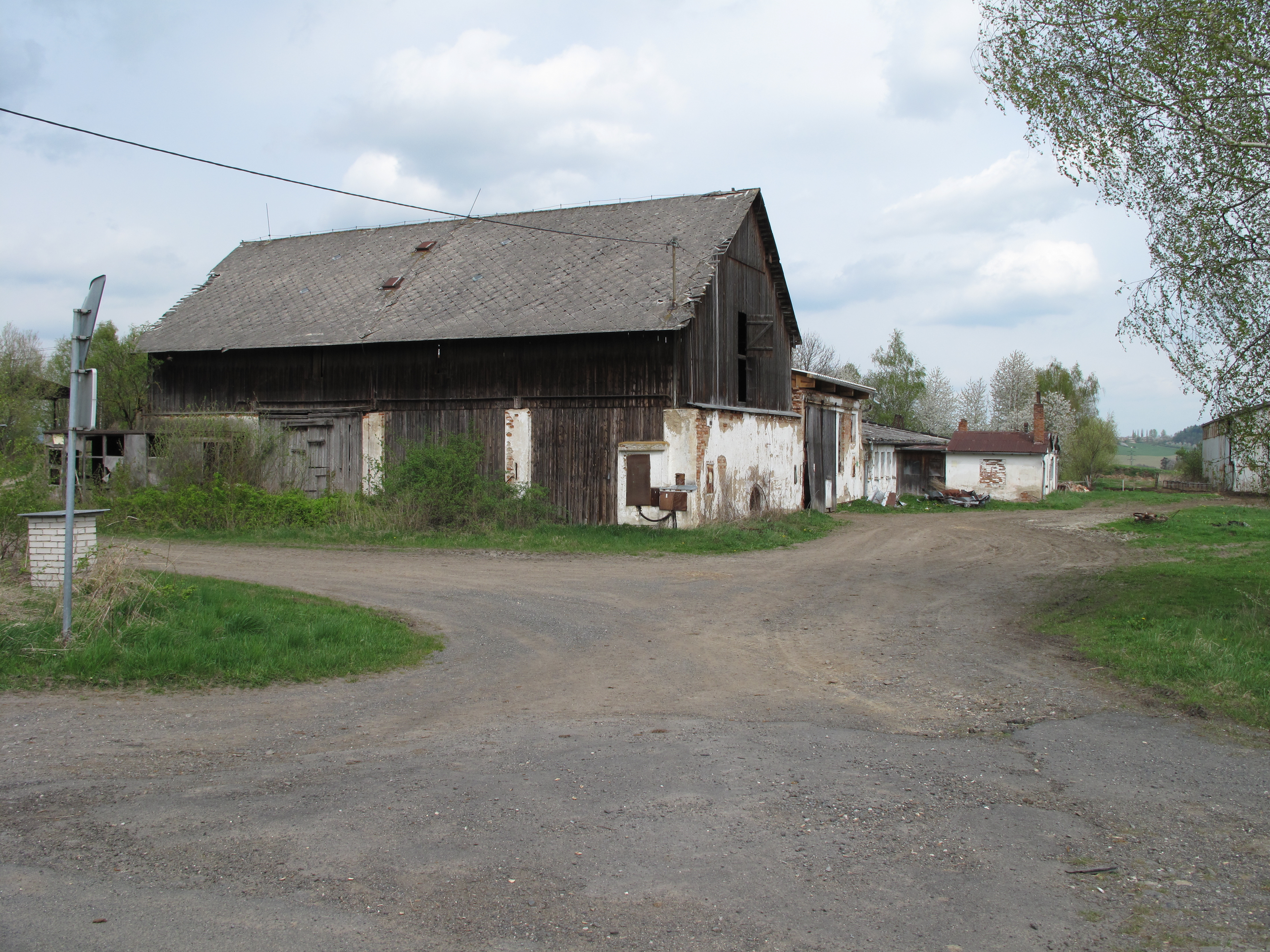
Družstevní objekt
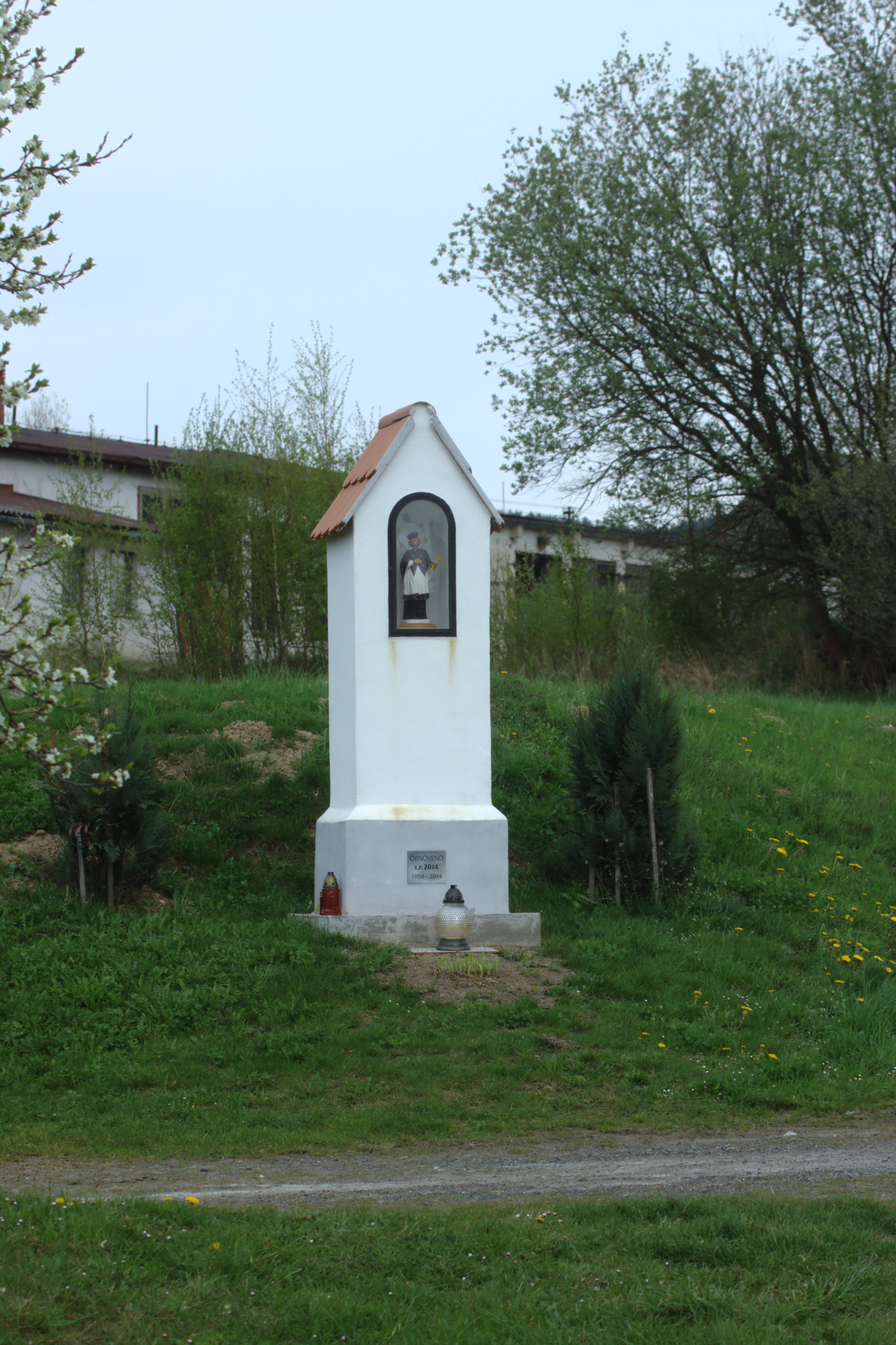
Kaplička
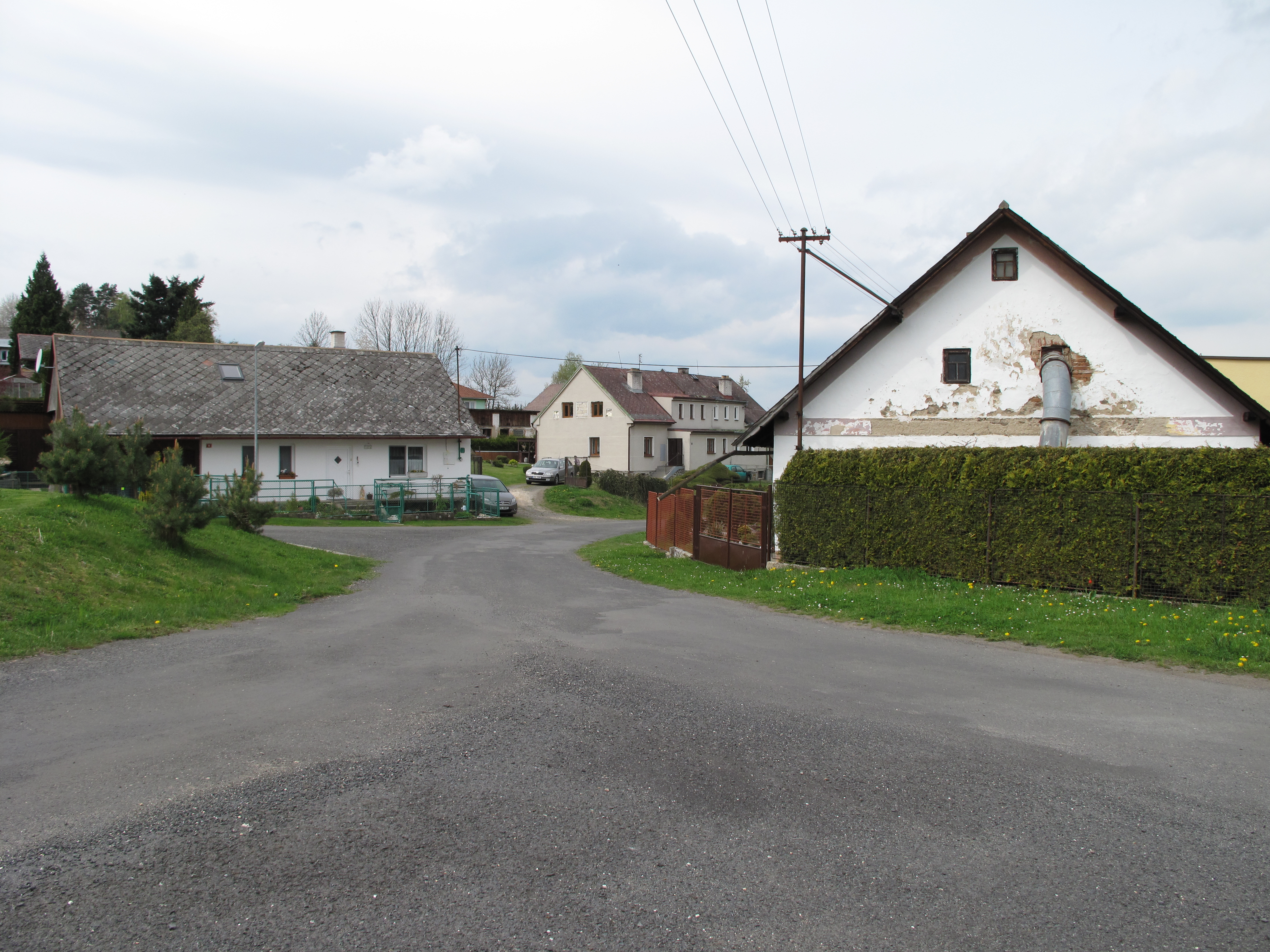
Náves